# Пандемија ковида 19 у Црној Гори
Пандемија ковида 19 у Црној Гори почела је 17. марта 2020. године, када су забиљежена прва два случаја. Црна Гора је последња европска држава код које је регистрован вирус корона, два мјесеца након што је регистрован први случај вируса у Европи.
На дан 17. марта 2020. откривена су три случаја, мушкарац рођен 1963, из Подгорице као и двије жене рођене 1973. и 1948. прва је из Подгорице, друга из Улциња. Обољела жена и мушкарац су супружници и у Црну Гору су дошли из Шпаније, а друга жена рођена 1948 је дошла из Сједињених Америчких Држава.
На дан 18. марта откривено је још шест случајева, пет који су били у контакту са зараженом особом из Улциња и један посебан случај, који није био у контакту са зараженим особама. Дана 19. марта откривено је још пет случајева. Два у току дана и три у току ноћи.
Дана 22. марта, откривен је вирус код још пет особа, док је потврђен и први смртни случај. Дан касније, 23. марта, потврђен је вирус код још пет особа, чиме је укупан број заражених достигао 27.
На дан 4. мај 2020 у Црној Гори је регистрован посљедњи случај, а дана 24. маја 2020 је излијечен и посљедњи пацијент, тако да је Црна Гора постала прва европска држава без обољелих од корона вируса. Уколико не буде нових случајева, по правилима СЗО, дана 2. јуна 2020 биће проглашен крај пандемије у Црној Гори, 28 дана након откривања посљедњег случаја (двоструки период инкубације вируса).

## Хронологија пандемије

### Први случајеви — 17. март
На дан 17. марта 2020. у Црној Гори су откривени први случајеви вируса корона, који је изазвао пандемију у свијету. Први случај у Европи забиљежен је 21. јануара, док је у Србији први случај забиљежен 6. марта. Црна Гора је последња држава у Европи у којој је забиљежен вирус. Вирус је потврђен код двије жене рођене 1948. и 1973. године, које су у Црну Гору дошле из иностранства. Једна из Шпаније, друга из Сједињених Америчких Држава, која није била под надзором, јер САД нису биле на списку ризичних држава.
Лабораторије Института за јавно здравље Црне Горе данас су потврдиле прве случајеве инфекције новим корона вирусом у Црној Гори. Пацијенти су женског пола, рођени 1948. и 1973. године, и оба су током претходног периода боравиле у подручјима погођеним пандемијом. Обје пацијенткиње су стабилног здравственог стања. Црна Гора је успјешно одолијевала, скоро три мјесеца након првог забиљеженог случаја у Европи.— Душко Марковић, премијер Црне Горе, на конференцији за медије.

### Први смртни случај
Дана 22. 3. 2020. потврђен је први смртни случај од вируса корона у Црној Гори. Ради се о мушкарцу старом 65 година из Херцег Новог, који је вирус добио два дана раније, а почетком мјесеца боравио је у Србији. Истог дана потврђен је вирус код још пет особа.
Особље клиничког центра, као што сам констатовао, предузело је све што се могло предузети, користило је сву неопходну заштитну опрему и све процедуре које су прописане по стандардима за лијечење оваквих пацијената .— Јевто Ераковић, директор клиничког центра Подгорица, након првог смртног случаја.

## Мјере предострожности
Прије регистровања првог случаја вируса, у Црној Гори су забрањени јавни скупови, посјете болницама и затворима, затворени су вртићи, школе и факултети, као и тржни центри, ресторани, кафићи, кладионице и коцкарнице. Са појавом првих случајева, обустављен је сав градски и међуградски друмски и жељезнички саобраћај, као и сви фризерски и козметички салони.
Након регистровања још шест случајева, 18. марта, укинут је сав такси превоз, док је забрањен рад свих стоматолошких ординација..
Дана 19. марта, забрањен је превоз више од двије одрасле особе у истом аутомобилу.
СТАТИСТИКА
На дан 4. мај 2020 у Црној Гори је регистрован посљедњи случај, а дана 24. маја 2020 је излијечен и посљедњи пацијент, тако да је Црна Гора постала прва европска држава без обољелих од корона вируса. Уколико не буде нових случајева, по правилима СЗО, дана 2. јуна 2020 биће проглашен крај пандемије у Црној Гори, 28 дана након откривања посљедњег случаја.
20 од  26 преминулих пацијената је умрло ОД вируса КОВИД-19, а осталих 6 пацијената је умрло СА вирусом КОВИД-19, што значи да су имали вирус али су преминули од друге болести, углавном од канцера. Сви преминули су били мушког пола, просјечне старости 70 година.
Свих 1965 инфицирана пацијента су просјечне старости 41 године живота, од којих је 56% мушког а 44% женског пола.
Број укупно тестираних људи на вирус КОВИД-19 износи 28.219 што на милион становника износи 44.792 тестираних (4,5% становништва ), на дан 16.07.2020.

### Заражени по општинама
На дан 4. мај 2020 у Црној Гори је регистрован посљедњи случај, а дана 24. маја 2020 је излијечен и посљедњи пацијент, тако да је Црна Гора постала прва европска држава без обољелих од корона вируса. Пошто није било нових случајева, по правилима СЗО, дана 2. јуна 2020 је проглашен крај пандемије у Црној Гори, 28 дана након откривања посљедњег случаја (двоструки период инкубације вируса).
Ипак, од 14. јуна 2020. утврђени су нови случајеви, већином импортовани, па је до 30. јуна утврђено 224 нова случаја од којих су 176 импортовани случајеви, а 3 пацијента су преминула.
У Црној Гори од вируса КОВИД-19 број инфицираних у 24 општинe дат је у табели испод.
| Општина     | Заражено | Преминуло | Оздравило |
| ----------- | -------- | --------- | --------- |
| Подгорица   | 797      | 5         | 173       |
| Рожаје      | 233      | 7         | 3         |
| Бијело Поље | 165      | 2         | 7         |
| Никшић      | 120      | 1         | 35        |
| Беране      | 96       | 2         | 14        |
| Бар         | 84       | 2         | 22        |
| Будва       | 73       | 0         | 9         |
| Цетиње      | 63       | 0         | 5         |
| Пљевља      | 59       | 0         | 0         |
| Котор       | 57       | 0         | 2         |
| Улцињ       | 42       | 2         | 22        |
| Тузи        | 39       | 0         | 38        |
| Тиват       | 38       | 0         | 3         |
| Херцег Нови | 36       | 1         | 5         |
| Гусиње      | 21       | 1         | 3         |
| Петњица     | 12       | 1         | 0         |
| Даниловград | 12       | 0         | 3         |
| Плав        | 8        | 2         | 6         |
| Андријевица | 8        | 0         | 7         |
| Жабљак      | 2        | 0         | 0         |
| Укупно      | 26686    | 385       | 17150     |
| 14.11.2020  |          |           |           |